# 멜빈 크란츠버그
멜빈 크란츠버그(Melvin Kranzberg, 1917년 11월 22일 ~ 1995년 12월 6일)는 미국의 역사학자이다. 1952년부터 1971년까지 케이스 웨스턴 리저브 대학교 역사학 교수를 맡았으며 1972년부터 1988년까지 조지아 공과대학교에서 캘러웨이(Callaway) 기술사학 교수를 맡았다. 미국 기술사학회(Society for the History of Technology, SHOT)의 설립자 중 한 명으로 1983년부터 1984년까지 회장을 지냈고 1959년부터 1981년까지 학술지 《기술과 문화》(Technology and Culture)의 편집장을 맡았다. 기술에 대한 6가지 원칙을 주창한 것으로 알려져 있다.